# Ядвіхна
Ядвіхна (пол. Jadwichna) — село в Польщі, у гміні Пенчнев Поддембицького повіту Лодзинського воєводства.
Населення — 108 осіб (2011).
У 1975-1998 роках село належало до Серадзького воєводства.

## Демографія
Демографічна структура станом на 31 березня 2011 року:
|          | Загалом | Допрацездатний вік | Працездатний вік | Постпрацездатний вік |
| -------- | ------- | ------------------ | ---------------- | -------------------- |
| Чоловіки | 60      | 8                  | 46               | 6                    |
| Жінки    | 48      | 6                  | 23               | 19                   |
| Разом    | 108     | 14                 | 69               | 25                   |